# Karin Hammar

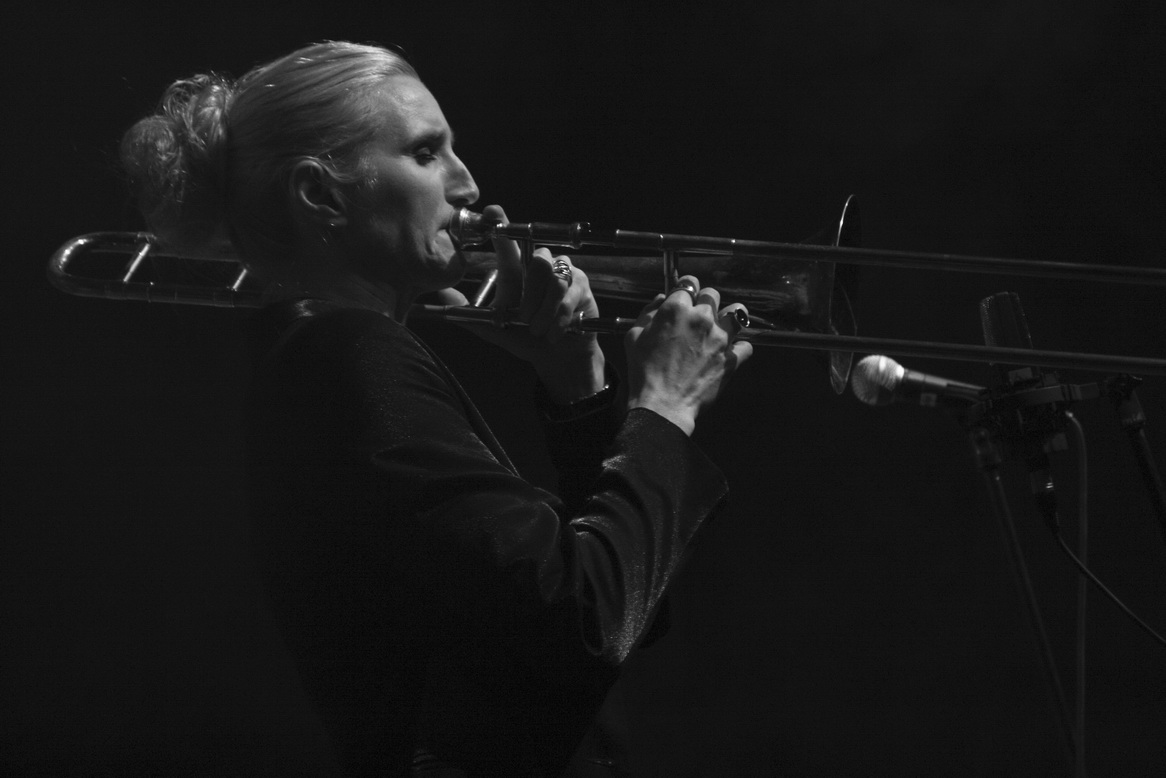
Karin Hammar auf dem Jazzfestival St. Ingbert

Karin Hammar (* 1974 in Boden, Schweden) ist eine schwedische Musikerin des Modern Jazz (Posaune, Komposition).

## Leben und Wirken
Hammar, die ebenso wie ihre Schwester Mimmi Posaune lernte, studierte von 1994 bis 1997 am Königlichen Konservatorium Stockholm. Dann spielte sie mit ihrer Schwester in der Gruppe Sliding Hammers, mit der sie international auf Tournee ging, dabei besonders in Japan live auf viel Resonanz stieß und vier Alben vorlegte. Daneben wurde sie eingeladen, in der Bigband der Europäischen Rundfunkunion mitzuwirken, und gehörte zum Scandinavian April Light Orchestra und der Weltmusikgruppe Jazzmyne. Gelegentlich spielte sie mit der WDR Big Band Köln und dem Trondheim Jazz Orchestra (Migrations 2011). 2011 holte sie Nils Landgren, mit dem sie schon früher gearbeitet hatte (Sentimental Journey 2002), ins Jazz Baltica Ensemble. Auch spielte sie mit Kenny Werner, Tim Hagans, Steve Swallow, Gary Burton, Bob Brookmeyer, Maria Schneider, Carla Bley, Jim McNeely und Ivan Lins. 2004 spielte sie eigene Kompositionen auf ihrem Debütalbum With Friends ein. Seit 2007 leitet sie eine eigene Gruppe, mit der sie 2009 zu Jazz Baltica eingeladen wurde und regelmäßig in Schweden und Deutschland tourte. Sie ist auch an Einspielungen von Marie Fredriksson, Sophie Zelmani, Amanda Sedgwick und Magnus Lindgren beteiligt.

## Preise und Auszeichnungen
Hammar erhielt 2004 den Alice Babs Jazz Award, dann auch den Jazz Club Fasching Award, den Stockholmer Kulturpreis, den Thore Swanerud und 2009 den Komponistenpreis der SKAP (Schwedischen Gesellschaft für Popularmusik-Komponisten).

## Diskographische Hinweise
- Everyday Magic (Skip 2009, mit Jonas Östholm, Tony Overwater, Anders Kjellberg)
- Karin Hammar/Chris Jennings Land (Featuring Ingrid Jensen & Patrick Goraguer) (Skip 2012)
- Karin Hammar Fab 4 Imprints (Redhorn Records 2015)
- Karin Hammar Fab 4 Circles (Prophone 2019, mit Andreas Hourdakis, Niklas Fernqvist, Fredrik Rundqvist)[1]